# Servië op de Olympische Zomerspelen 2020
Servië nam deel aan de Olympische Zomerspelen 2020 in Tokio, Japan.

## Medailleoverzicht
| Medaille | Naam | Sport       | Onderdeel                | Datum      |
| -------- | --- | ----------- | ------------------------ | ---------- |
| Goud     | Milica Mandić | Taekwondo   | +67 kg (v)               | 27 juli    |
| Goud     | Jovana Preković | Karate      | -61 kg (v)               | 6 augustus |
| Goud     | waterpoloteam mannen Gojko Pijetlović Dušan Mandić Nikola Dedović Sava Ranđelović Strahinja Rašović Duško Pijetlović Đorđe Lazić Milan Aleksić Nikola Jakšić Filip Filipović Andrija Prlainović Stefan Mitrović Branislav Mitrović | Waterpolo   | Mannen                   | 8 augustus |
|          | |             |                          |            |
| Zilver   | Damir Mikec | Schietsport | 10 m luchtpistool (m)    | 24 juli    |
|          | |             |                          |            |
| Brons    | Tijana Bogdanović | Taekwondo   | -49kg (v)                | 24 juli    |
| Brons    | Dušan Domović Bulut Dejan Majstorović Aleksandar Ratkov Mihailo Vasić | Basketbal   | 3x3 (m)                  | 28 juli    |
| Brons    | Milenko Sebić | Schietsport | 50 m geweer 3 houdingen  | 2 augustus |
| Brons    | Zoerab Datoenasjvili | Worstelen   | -87kg grieks-romeins (m) | 4 augustus |
| Brons    | volleybalteam vrouwen Bianka Buša Mina Popović Slađana Mirković Brankica Mihajlović Maja Ognjenović Ana Bjelica Maja Aleksić Milena Rašić Silvija Popović Tijana Bošković Bojana Milenković Jelena Blagojević                      | Volleybal   | vrouwen                  | 8 augustus |

## Atleten
| sport       | mannen | vrouwen | totaal |
| ----------- | ------ | ------- | ------ |
| Atletiek    | 2      | 3       | 5      |
| Basketbal   | 4      | 12      | 16     |
| Boksen      | 0      | 1       | 1      |
| Judo        | 2      | 3       | 5      |
| Kanovaren   | 2      | 1       | 3      |
| Karate      | 0      | 1       | 1      |
| Roeien      | 2      | 1       | 3      |
| Schietsport | 3      | 4       | 7      |
| Taekwondo   | 0      | 2       | 2      |
| Tafeltennis | 3      | 0       | 3      |
| Tennis      | 2      | 3       | 5      |
| Volleybal   | 0      | 12      | 12     |
| Waterpolo   | 13     | 0       | 13     |
| Worstelen   | 4      | 0       | 4      |
| Zwemmen     | 6      | 1       | 7      |
| totaal      | 43     | 44      | 87     |

## Sporten

### Atletiek
Mannen
Technische nummers
| atleet           | onderdeel   | kwalificaties | kwalificaties | finale         | finale         |
| atleet           | onderdeel   | afstand       | rang          | afstand        | rang           |
| ---------------- | ----------- | ------------- | ------------- | -------------- | -------------- |
| Armin Sinančević | kogelstoten | 20,96         | 10 q          | 20,89          | 7              |
| Asmir Kolasinac  | kogelstoten | 19,68         | 29            | niet geplaatst | niet geplaatst |

Vrouwen
Technische nummers
| atlete            | onderdeel    | kwalificaties | kwalificaties | finale         | finale         |
| atlete            | onderdeel    | afstand       | rang          | afstand        | rang           |
| ----------------- | ------------ | ------------- | ------------- | -------------- | -------------- |
| Dragana Tomasevic | discuswerpen | 56,95         | 26            | niet geplaatst | niet geplaatst |
| Marija Vučenović  | speerwerpen  | 58,93         | 20            | niet geplaatst | niet geplaatst |
| Ivana Španović    | verspringen  | 7,00          | 1 Q           | 6,91           | 4              |

### Basketbal

#### 3x3
Mannen
| Olympiër                                                        | Discipline | Resultaat | Prestatie |
| --------------------------------------------------------------- | ---------- | --------- | --------- |
| Dušan Domović Dejan Majstorović Aleksandar Ratkov Mihailo Vasić | 3x3        | Brons     | zie onder |

| Groep |                 |             |             |             |            |            |            |        |
| #     | Land            | Wedstrijden | Wedstrijden | Wedstrijden | Doelpunten | Doelpunten | Doelpunten | Punten |
| #     | Land            | GW          | W           | V           | V          | T          | Saldo      | Punten |
| 1     | Servië          | 7           | 7           | 0           | 138        | 91         | +47        | 14     |
| 2     | België          | 7           | 4           | 3           | 126        | 127        | -1         | 8      |
| 3     | Letland         | 7           | 4           | 3           | 133        | 129        | +4         | 8      |
| 4     | Nederland       | 7           | 4           | 3           | 132        | 129        | +3         | 8      |
| 5     | Russische ploeg | 7           | 3           | 4           | 116        | 125        | -9         | 6      |
| 6     | Japan           | 7           | 2           | 5           | 123        | 134        | -11        | 4      |
| 7     | Polen           | 7           | 2           | 5           | 120        | 130        | -10        | 4      |
| 8     | China           | 7           | 2           | 5           | 119        | 142        | -23        | 4      |

| Ronde          | Datum   | Lokale tijd | MEZT  | Land            | Score   | Land            |
| -------------- | ------- | ----------- | ----- | --------------- | ------- | --------------- |
| groepsfase     | 24 juli | 12:00       | 05:00 | Servië          | 22 - 13 | China           |
| groepsfase     | 24 juli | 15:25       | 08:25 | Servië          | 16 - 15 | Nederland       |
| groepsfase     | 25 juli | 12:00       | 05:00 | Servië          | 15 - 12 | Polen           |
| groepsfase     | 25 juli | 15:25       | 08:25 | Servië          | 21 - 14 | België          |
| groepsfase     | 26 juli | 12:00       | 05:00 | Servië          | 21 - 11 | Japan           |
| groepsfase     | 26 juli | 15:25       | 08:25 | Servië          | 22 - 16 | Letland         |
| groepsfase     | 27 juli | 18:00       | 11:00 | Servië          | 21 - 10 | Russische ploeg |
|                |         |             |       |                 |         |                 |
| kwartfinale    | bye     | bye         | bye   | bye             | bye     | bye             |
|                |         |             |       |                 |         |                 |
| halve finale   | 28 juli | 17:30       | 10:30 | Russische ploeg | 21 - 10 | Servië          |
|                |         |             |       |                 |         |                 |
| bronzen finale | 28 juli | 21:15       | 14:15 | Servië          | 21 - 10 | België          |

#### Team
Vrouwen
| Olympiër | Discipline | Resultaat  | Prestatie |
| --- | ---------- | ---------- | --------- |
| Yvonne Anderson Jelena Brooks Dajana Butulija Sasa Cado Aleksandra Crvendakic Ana Dabović Angela Dugalic Nevena Jovanovic Tina Krajisnik Maja Skoric Dragana Stankovic Sonja Vasić | team       | finale 3/4 | 4         |

| Groep |             |             |             |             |             |            |            |            |        |
| #     | Land        | Wedstrijden | Wedstrijden | Wedstrijden | Wedstrijden | Doelpunten | Doelpunten | Doelpunten | Punten |
| #     | Land        | GW          | W           | G           | V           | V          | T          | Saldo      | Punten |
| 1     | Spanje      | 3           | 3           | 0           | 0           | 234        | 205        | +29        | 6      |
| 2     | Servië      | 3           | 2           | 0           | 1           | 207        | 214        | -7         | 5      |
| 3     | Canada      | 3           | 1           | 0           | 2           | 208        | 201        | +7         | 4      |
| 4     | Puerto Rico | 3           | 0           | 0           | 3           | 183        | 212        | -29        | 3      |

| Ronde           | Datum           | Lokale tijd | MEZT   | Land             | Score      | Land   |  |
| --------------- | --------------- | ----------- | ------ | ---------------- | ---------- | ------ |  |
| groepsfase      |                 |             |        |                  |            |        |  |
| 26 juli 2021    | 17:20           | 10:20       | Servië | 72 - 68          | Canada     |        |  |
| 29 juli 2021    | 17:20           | 10:20       | Spanje | 85 - 70          | Servië     |        |  |
| 1 augustus 2021 | 21:00           | 14:00       | Servië | 65 - 61          | Zuid-Korea |        |  |
|                 |                 |             |        |                  |            |        |  |
| kwartfinale     | 4 augustus 2021 | 10:00       | 03:00  | Servië           | 77 - 70    | China  |  |
|                 |                 |             |        |                  |            |        |  |
| halve finale    | 6 augustus 2021 | 13:40       | 06:40  | Verenigde Staten | 79 - 59    | Servië |  |
|                 |                 |             |        |                  |            |        |  |
| finale BM       | 7 augustus 2021 | 16:00       | 09:00  | Frankrijk        | 91 - 76    | Servië |  |

### Boksen
Vrouwen
| atlete           | onderdeel    | eerste ronde         | tweede ronde         | kwartfinale          | halve finale         | finale               | finale         |
| atlete           | onderdeel    | tegenstander uitslag | tegenstander uitslag | tegenstander uitslag | tegenstander uitslag | tegenstander uitslag | rang           |
| ---------------- | ------------ | -------------------- | -------------------- | -------------------- | -------------------- | -------------------- | -------------- |
| Nina Radovanovic | vlieggewicht | Bujold W 5 - 0       | Havyarimana W 5 - 0  | Tpe Huang V 5 - 0    | niet geplaatst       | niet geplaatst       | niet geplaatst |

### Judo
Mannen
| atleet            | onderdeel | eerste ronde         | tweede ronde         | derde ronde          | kwartfinale          | halve finale         | herkansing           | finale / BM          | finale / BM    |
| atleet            | onderdeel | tegenstander uitslag | tegenstander uitslag | tegenstander uitslag | tegenstander uitslag | tegenstander uitslag | tegenstander uitslag | tegenstander uitslag | rang           |
| ----------------- | --------- | -------------------- | -------------------- | -------------------- | -------------------- | -------------------- | -------------------- | -------------------- | -------------- |
| Nemanja Majdov    | −90 kg    | bye                  | Trippel V 000-011    | niet geplaatst       | niet geplaatst       | niet geplaatst       | niet geplaatst       | niet geplaatst       | niet geplaatst |
| Aleksandar Kukolj | −100 kg   | Takayawa W 100-000   | Cho V 001-101        | niet geplaatst       | niet geplaatst       | niet geplaatst       | niet geplaatst       | niet geplaatst       | niet geplaatst |

Vrouwen
| atlete         | onderdeel | eerste ronde         | tweede ronde         | kwartfinale          | halve finale         | herkansing           | finale / BM          | finale / BM    |
| atlete         | onderdeel | tegenstander uitslag | tegenstander uitslag | tegenstander uitslag | tegenstander uitslag | tegenstander uitslag | tegenstander uitslag | rang           |
| -------------- | --------- | -------------------- | -------------------- | -------------------- | -------------------- | -------------------- | -------------------- | -------------- |
| Milica Nikolic | −48 kg    | Boukli W 100-003     | Bilodid V 012-000    | niet geplaatst       | niet geplaatst       | niet geplaatst       | niet geplaatst       | niet geplaatst |
| Marica Perisic | −57 kg    | Aldas W 100-001      | Nelson V 003-101     | niet geplaatst       | niet geplaatst       | niet geplaatst       | niet geplaatst       | niet geplaatst |
| Anja Obradović | −63 kg    | Franssen V 000–100   | niet geplaatst       | niet geplaatst       | niet geplaatst       | niet geplaatst       | niet geplaatst       | niet geplaatst |

### Kanovaren
Mannen
Sprint
| atleet               | onderdeel  | series   | series | kwartfinale | kwartfinale | halve finale   | halve finale   | finale/finale B | finale/finale B |
| atleet               | onderdeel  | tijd     | rang   | tijd        | rang        | tijd           | rang           | tijd            | rang            |
| -------------------- | ---------- | -------- | ------ | ----------- | ----------- | -------------- | -------------- | --------------- | --------------- |
| Strahinja Stefanovic | K-1 200 m  | 34.996   | 1 SF   | bye         | bye         | 35.855         | 5 FB           | 36.329          | 11              |
| Bojan Zdelar         | K-1 200 m  | 37.092   | 5 QF   | 36.531      | 4           | niet geplaatst | niet geplaatst | niet geplaatst  | niet geplaatst  |
| Bojan Zdelar         | K-1 1000 m | 3:45.074 | 2 SF   | bye         | bye         | 3:29.525       | 8 FB           | 3:31.689        | 16              |

Vrouwen
Sprint
| atlete           | onderdeel | series   | series | kwartfinale | kwartfinale | halve finale | halve finale | finale   | finale |
| atlete           | onderdeel | tijd     | rang   | tijd        | rang        | tijd         | rang         | tijd     | rang   |
| ---------------- | --------- | -------- | ------ | ----------- | ----------- | ------------ | ------------ | -------- | ------ |
| Milica Novakovic | K-1 200 m | 41.579   | 3 QF   | 41.340      | 2 SF        | 40.257       | 6 FB         | 40.527   | 13     |
| Milica Novakovic | K-1 500 m | 1:49.843 | 5 QF   | 1:49.348    | 1 SF        | 1:53.149     | 3 FB         | 1:54.458 | 12     |

### Karate
Vrouwen
| Atleet          | Onderdeel | Groupsfase             | Groupsfase             | Groupsfase             | Groupsfase             | Groupsfase | Halve Finale           | Finale                 | Finale |
| Atleet          | Onderdeel | Tegenstander Resultaat | Tegenstander Resultaat | Tegenstander Resultaat | Tegenstander Resultaat | Rang       | Tegenstander Resultaat | Tegenstander Resultaat | Rang   |
| --------------- | --------- | ---------------------- | ---------------------- | ---------------------- | ---------------------- | ---------- | ---------------------- | ---------------------- | ------ |
| Jovana Preković | -61 kg    | Sadini W 3-1           | Grande W 1-0           | Serogina W 6-4         | Lotfy W 1S-1           | 1 Q        | Coban W 2-0            | Yin W 0H-0             | Goud   |

### Roeien
Mannen
| atleet                      | onderdeel   | series  | series | herkansingen | herkansingen | kwartfinale | kwartfinale | halve finale | halve finale | finale  | finale |
| atleet                      | onderdeel   | tijd    | rang   | tijd         | rang         | tijd        | rang        | tijd         | rang         | tijd    | rang   |
| --------------------------- | ----------- | ------- | ------ | ------------ | ------------ | ----------- | ----------- | ------------ | ------------ | ------- | ------ |
| Martin Mačković Miloš Vasić | dubbel-twee | 6.43,18 | 3 HA/B | bye          | bye          | n.v.t.      | n.v.t.      | 6.17,47      | 2 FA         | 6.22,34 | 5      |

Vrouwen
| atleet       | onderdeel | series  | series | herkansingen | herkansingen | kwartfinale | kwartfinale | halve finale | halve finale | finale  | finale |
| atleet       | onderdeel | tijd    | rang   | tijd         | rang         | tijd        | rang        | tijd         | rang         | tijd    | rang   |
| ------------ | --------- | ------- | ------ | ------------ | ------------ | ----------- | ----------- | ------------ | ------------ | ------- | ------ |
| Jovana Arsić | skiff     | 7.46,74 | 3 KF   | bye          | bye          | 8.09,37     | 4 HC/D      | 7.39,26      | 2 FC         | 7.43,30 | 15     |

### Schietsport
Mannen
| atleet             | onderdeel               | kwalificaties | kwalificaties | finale         | finale         |
| atleet             | onderdeel               | punten        | rang          | punten         | rang           |
| ------------------ | ----------------------- | ------------- | ------------- | -------------- | -------------- |
| Damir Mikec        | 10 m luchtpistool       | 578           | 8 Q           | 237,9          | Zilver         |
| Milenko Sebić      | 10 m luchtgeweer        | 623,2         | 31            | niet geplaatst | niet geplaatst |
| Milenko Sebić      | 50 m geweer 3 houdingen | 1180          | 4 Q           | 448,2          | Brons          |
| Milutin Stefanović | 10 m luchtgeweer        | 621,3         | 38            | niet geplaatst | niet geplaatst |
| Milutin Stefanović | 50 m geweer 3 houdingen | 1164          | 23            | niet geplaatst | niet geplaatst |

Vrouwen
| atlete              | onderdeel               | kwalificaties | kwalificaties | finale         | finale         |
| atlete              | onderdeel               | punten        | rang          | punten         | rang           |
| ------------------- | ----------------------- | ------------- | ------------- | -------------- | -------------- |
| Andrea Arsović      | 10 m luchtgeweer        | 623,3         | 29            | niet geplaatst | niet geplaatst |
| Andrea Arsović      | 50 m geweer 3 houdingen | 1175          | 5 Q           | 402,4          | 8              |
| Sanja Vukašinović   | 10 m luchtgeweer        | 617,8         | 44            | niet geplaatst | niet geplaatst |
| Sanja Vukašinović   | 50 m geweer 3 houdingen | 1161          | 25            | niet geplaatst | niet geplaatst |
| Zorana Arunović     | 10 m luchtpistool       | 573           | 17            | niet geplaatst | niet geplaatst |
| Zorana Arunović     | 25 m pistool            | 584           | 9             | niet geplaatst | niet geplaatst |
| Jasmina Milovanović | 10 m luchtpistool       | 566           | 33            | niet geplaatst | niet geplaatst |
| Jasmina Milovanović | 25 m pistool            | 575           | 30            | niet geplaatst | niet geplaatst |

Gemengd
| atlete                            | onderdeel              | kwalificatie 1 | kwalificatie 1 | kwalificatie 2 | kwalificatie 2 | finale                         | finale         |
| atlete                            | onderdeel              | punten         | rang           | punten         | rang           | punten                         | rang           |
| --------------------------------- | ---------------------- | -------------- | -------------- | -------------- | -------------- | ------------------------------ | -------------- |
| Damir Mikec Zorana Arunović       | 10 m luchtpistool team | 577            | 5 Q            | 384            | 4 q            | Kostevych / Omelchuk V 12 - 16 | 4              |
| Milenko Sebić Sanja Vukašinović   | 10 m luchtgeweer team  | 612,4          | 29             | niet geplaatst | niet geplaatst | niet geplaatst                 | niet geplaatst |
| Milutin Stefanović Andrea Arsović | 10 m luchtgeweer team  | 624,5          | 16             | niet geplaatst | niet geplaatst | niet geplaatst                 | niet geplaatst |

### Taekwondo
Vrouwen
| atleet            | onderdeel | eerste ronde         | kwartfinale          | halve finale         | herkansing           | finale / BM          | finale / BM |
| atleet            | onderdeel | tegenstander uitslag | tegenstander uitslag | tegenstander uitslag | tegenstander uitslag | tegenstander uitslag | rang        |
| ----------------- | --------- | -------------------- | -------------------- | -------------------- | -------------------- | -------------------- | ----------- |
| Tijana Bogdanović | -49 kg    | Cerezo V 4 - 12      | niet geplaatst       | niet geplaatst       | Wu J W 12 - 9        | Yamada W 20 - 6      | Brons       |
| Milica Mandić     | +67kg     | Ogallo W 13 - 0      | Kowalczuk W 11 - 4   | Laurin W 7 - 5       | bye                  | Lee D-b W 10 - 7     | Goud        |

|}

### Tafeltennis
Mannen
| atlete                                     | onderdeel | voorronde            | eerste ronde         | tweede ronde         | derde ronde          | vierde ronde         | kwartfinale          | halve finale         | finale / BM          | finale / BM    |
| atlete                                     | onderdeel | tegenstander uitslag | tegenstander uitslag | tegenstander uitslag | tegenstander uitslag | tegenstander uitslag | tegenstander uitslag | tegenstander uitslag | tegenstander uitslag | rang           |
| ------------------------------------------ | --------- | -------------------- | -------------------- | -------------------- | -------------------- | -------------------- | -------------------- | -------------------- | -------------------- | -------------- |
| Dimitrije Levajac                          | enkelspel | bye                  | Skatsjkov V 2 - 4    | niet geplaatst       | niet geplaatst       | niet geplaatst       | niet geplaatst       | niet geplaatst       | niet geplaatst       | niet geplaatst |
| Žolt Peto                                  | enkelspel | bye                  | Gionis V 0 - 4       | niet geplaatst       | niet geplaatst       | niet geplaatst       | niet geplaatst       | niet geplaatst       | niet geplaatst       | niet geplaatst |
| Marko Jevtović Dimitrije Levajac Žolt Peto | team      | n.v.t.               | n.v.t.               | n.v.t.               | n.v.t.               | Brazilië V 2 - 3     | niet geplaatst       | niet geplaatst       | niet geplaatst       | niet geplaatst |

### Tennis
Mannen
| atleet            | onderdeel | eerste ronde         | tweede ronde                 | derde ronde                  | kwartfinale          | halve finale           | finale / BM                        | finale / BM    |
| atleet            | onderdeel | tegenstander uitslag | tegenstander uitslag         | tegenstander uitslag         | tegenstander uitslag | tegenstander uitslag   | tegenstander uitslag               | rang           |
| ----------------- | --------- | -------------------- | ---------------------------- | ---------------------------- | -------------------- | ---------------------- | ---------------------------------- | -------------- |
| Novak Djokovic    | enkelspel | Dellien W 6-2, 6-2   | Struff W 6-4, 6-3            | Davidovich Dokina W 6-3, 6-1 | Nishikori W 6-2, 6-0 | Zverev V 6-1, 3-6, 1-6 | Carreño Busta V 4-6, 7-6(8-6), 3-6 | 4              |
| Miomir Kecmanović | enkelspel | Majchrzak W 6-4, 6-2 | Humbert V 6-4, 6-7(5-7), 5-7 | niet geplaatst               | niet geplaatst       | niet geplaatst         | niet geplaatst                     | niet geplaatst |

Vrouwen
| atlete                            | onderdeel  | eerste ronde            | tweede ronde                      | derde ronde          | kwartfinale          | halve finale         | finale / BM          | finale / BM    |                |
| atlete                            | onderdeel  | tegenstander uitslag    | tegenstander uitslag              | tegenstander uitslag | tegenstander uitslag | tegenstander uitslag | tegenstander uitslag | rang           |                |
| --------------------------------- | ---------- | ----------------------- | --------------------------------- | -------------------- | -------------------- | -------------------- | -------------------- | -------------- | -------------- |
| Ivana Jorović                     | enkelspel  | Van Uytvanck V 3-6, 2-6 | niet geplaatst                    | niet geplaatst       | niet geplaatst       | niet geplaatst       | niet geplaatst       | niet geplaatst |                |
| Nina Stojanović                   | enkelspel  | Hibino W 6-3, 6-3       | Sakkari V 1-6, 2-6                | niet geplaatst       | niet geplaatst       | niet geplaatst       | niet geplaatst       | niet geplaatst |                |
| Aleksandra Krunić Nina Stojanović | dubbelspel | n.v.t.                  | Xu Y / Yang Z V 6-4, 4-6, [16-18] | niet geplaatst       | niet geplaatst       | niet geplaatst       | niet geplaatst       | niet geplaatst | niet geplaatst |

Gemengd
| atlete                         | onderdeel  | eerste ronde         | tweede ronde         | derde ronde               | kwartfinale                     | halve finale                       | finale / BM          | finale / BM |
| atlete                         | onderdeel  | tegenstander uitslag | tegenstander uitslag | tegenstander uitslag      | tegenstander uitslag            | tegenstander uitslag               | tegenstander uitslag | rang        |
| ------------------------------ | ---------- | -------------------- | -------------------- | ------------------------- | ------------------------------- | ---------------------------------- | -------------------- | ----------- |
| Nina Stojanović Novak Djokovic | dubbelspel | n.v.t.               | n.v.t.               | Stefani - Melo W 6-3, 6-4 | Siegemund - Krawietz W 6-1, 6-2 | Vesnina - Karatsev V 6-7(4-7), 5-7 | Barty - Peers V WO   | 4           |

### Volleybal

#### Zaalvolleybal
Vrouwen
| Atleten | Discipline | Resultaat | Prestatie |
| --- | ---------- | --------- | --------- |
| Bianka Buša Mina Popović Slađana Mirković Brankica Mihajlović Maja Ognjenović Ana Bjelica Maja Aleksić Milena Rašić Silvija Popović Tijana Bošković Bojana Milenković Jelena Blagojević | zaal       | Brons     | zie onder |

| # | Ploeg                  | Punten | Wedstrijden | Wedstrijden | Wedstrijden | Sets | Sets | Sets  |
| # | Ploeg                  | Punten | G           | W           | V           | W    | V    | Ratio |
| - | ---------------------- | ------ | ----------- | ----------- | ----------- | ---- | ---- | ----- |
| 1 | Brazilië               | 14     | 5           | 5           | 0           | 15   | 3    | +12   |
| 2 | Servië                 | 12     | 5           | 4           | 1           | 13   | 3    | +10   |
| 3 | Zuid-Korea             | 7      | 5           | 3           | 2           | 9    | 10   | -1    |
| 4 | Dominicaanse Republiek | 8      | 5           | 2           | 3           | 10   | 10   | 0     |
| 5 | Japan                  | 4      | 5           | 1           | 4           | 6    | 12   | -6    |
| 6 | Kenia                  | 0      | 5           | 0           | 5           | 0    | 15   | -15   |

| Ronde           | Datum           | Lokale tijd | MEZT   | Land       | Score                  | Land             |
| --------------- | --------------- | ----------- | ------ | ---------- | ---------------------- | ---------------- |
| Groepsfase      |                 |             |        |            |                        |                  |
| 25 juli 2021    | 14:20           | 07:20       | Servië | 3 - 0      | Dominicaanse Republiek |                  |
| 27 juli 2021    | 14:20           | 07:20       | Japan  | 0 - 3      | Servië                 |                  |
| 29 juli 2021    | 14:20           | 07:20       | Servië | 3 - 0      | Kenia                  |                  |
| 31 juli 2021    | 16:25           | 09:25       | Servië | 1 - 3      | Brazilië               |                  |
| 2 augustus 2021 | 09:00           | 02:00       | Servië | 3 - 0      | Zuid-Korea             |                  |
| Kwartfinale     | 4 augustus 2021 | 17:00       | 10:00  | Servië     | 3 - 0                  | Italië           |
| Halve finale    | 6 augustus 2021 | 13:00       | 06:00  | Servië     | 0 - 3                  | Verenigde Staten |
| Bronzen Finale  | 8 augustus 2021 | 09:00       | 02:00  | Zuid-Korea | 0 - 3                  | Servië           |

### Waterpolo
Mannen
| Atleten | Onderdeel | Resultaat | Prestatie |
| --- | --------- | --------- | --------- |
| Gojko Pijetlović Dušan Mandić Nikola Dedović Sava Ranđelović Đorđe Lazić Duško Pijetlović Strahinja Rašović Milan Aleksić Nikola Jakšić Filip Filipović Andrija Prlainović Stefan Mitrović Branislav Mitrović | mannen    | Goud      | zie onder |

| Groep |            |             |             |             |            |            |            |            |        |
| #     | Land       | Wedstrijden | Wedstrijden | Wedstrijden | Doelpunten | Doelpunten | Doelpunten | Doelpunten | Punten |
| #     | Land       | G           | W           | G           | V          | V          | T          | Saldo      | Punten |
| 1     | Spanje     | 5           | 5           | 0           | 0          | 61         | 31         | +30        | 10     |
| 2     | Kroatië    | 5           | 3           | 0           | 2          | 62         | 46         | +16        | 6      |
| 3     | Servië     | 5           | 3           | 0           | 2          | 70         | 46         | +24        | 6      |
| 4     | Montenegro | 5           | 2           | 0           | 3          | 54         | 56         | -2         | 4      |
| 5     | Australië  | 5           | 2           | 0           | 3          | 49         | 60         | -11        | 4      |
| 6     | Kazachstan | 5           | 0           | 0           | 5          | 35         | 92         | -57        | 0      |

| Ronde           | Datum           | Lokale tijd | MEZT       | Land        | Score      | Land   |  |
| --------------- | --------------- | ----------- | ---------- | ----------- | ---------- | ------ |  |
| groepsfase      |                 |             |            |             |            |        |  |
| 25 juli 2021    | 18:20           | 11:20       | Servië     | 12 - 13     | Spanje     |        |  |
| 27 juli 2021    | 14:00           | 07:00       | Kazachstan | 5 - 19      | Servië     |        |  |
| 29 juli 2021    | 19:50           | 14:50       | Servië     | 14 - 8      | Australië  |        |  |
| 31 juli 2021    | 15:30           | 08:30       | Kroatië    | 14 - 12     | Servië     |        |  |
| 2 augustus 2021 | 14:00           | 07:00       | Servië     | 8 - 4       | Montenegro |        |  |
|                 |                 |             |            |             |            |        |  |
| kwartfinale     | 4 augustus 2021 | 18:20       | 11:20      | Italië      | 6 - 10     | Servië |  |
|                 |                 |             |            |             |            |        |  |
| halve finale    | 6 augustus 2021 | 19:50       | 14:50      | Servië      | 10 - 9     | Spanje |  |
|                 |                 |             |            |             |            |        |  |
| finale          | 8 augustus 2021 | 16:30       | 09:30      | Griekenland | 10 - 13    | Servië |  |

### Worstelen

#### Grieks-Romeins
Mannen
| atleet               | onderdeel | eerste ronde         | kwartfinale          | halve finale         | herkansing           | finale / BM          | finale / BM |
| atleet               | onderdeel | tegenstander uitslag | tegenstander uitslag | tegenstander uitslag | tegenstander uitslag | tegenstander uitslag | rang        |
| -------------------- | --------- | -------------------- | -------------------- | -------------------- | -------------------- | -------------------- | ----------- |
| Mate Nemeš           | −67 kg    | Stäbler V 1 - 3      | niet geplaatst       | niet geplaatst       | niet geplaatst       | niet geplaatst       | 13          |
| Zoerab Datoenasjvili | −87 kg    | Belenjoek V 1 - 3    | niet geplaatst       | niet geplaatst       | Sid Azara W 3 - 1    | Huklek W 3 - 1       | Brons       |
| Mikheil Kajaia       | −97 kg    | Hancock V 1 - 3      | niet geplaatst       | niet geplaatst       | niet geplaatst       | niet geplaatst       | 14          |

#### Vrije stijl
Mannen
| atleet       | onderdeel | eerste ronde         | kwartfinale          | halve finale         | herkansing           | finale / BM          | finale / BM |
| atleet       | onderdeel | tegenstander uitslag | tegenstander uitslag | tegenstander uitslag | tegenstander uitslag | tegenstander uitslag | rang        |
| ------------ | --------- | -------------------- | -------------------- | -------------------- | -------------------- | -------------------- | ----------- |
| Stevan Mićić | −57 kg    | Takahashi V 0 - 3    | niet geplaatst       | niet geplaatst       | niet geplaatst       | niet geplaatst       | 14          |

### Zwemmen
Mannen
| atleet                                                    | onderdeel        | series  | series | halve finale   | halve finale   | finale         | finale         |                |                |
| atleet                                                    | onderdeel        | tijd    | rang   | tijd           | rang           | tijd           | rang           |                |                |
| --------------------------------------------------------- | ---------------- | ------- | ------ | -------------- | -------------- | -------------- | -------------- | -------------- | -------------- |
| Andrej Barna                                              | 50 m vrije slag  | 22,29   | 28     | niet geplaatst | niet geplaatst | niet geplaatst | niet geplaatst |                |                |
| Andrej Barna                                              | 100 m vrije slag | 48,30   | 13 Q   | 47,94 NR       | 9              | niet geplaatst | niet geplaatst | niet geplaatst | niet geplaatst |
| Velimir Stjepanović                                       | 200 m vrije slag | 1.46,26 | 14 Q   | 1.47,62        | 16             | niet geplaatst | niet geplaatst |                |                |
| Vuk Čelić                                                 | 800 m vrije slag | 8.04,85 | 33     | n.v.t.         | n.v.t.         | niet geplaatst | niet geplaatst |                |                |
| Čaba Silađi                                               | 100 m schoolslag | 1.00,19 | 26     | niet geplaatst | niet geplaatst | niet geplaatst | niet geplaatst |                |                |
| Nikola Aćin Andrej Barna Uroš Nikolić Velimir Stjepanović | 3.13,71 NR       | 10      | n.v.t. | n.v.t.         | niet geplaatst | niet geplaatst |                |                |                |

Vrouwen
| atlete      | onderdeel        | series  | series | halve finale   | halve finale   | finale         | finale         |
| atlete      | onderdeel        | tijd    | rang   | tijd           | rang           | tijd           | rang           |
| ----------- | ---------------- | ------- | ------ | -------------- | -------------- | -------------- | -------------- |
| Anja Crevar | 200 m wisselslag | 2.17,62 | 26     | niet geplaatst | niet geplaatst | niet geplaatst | niet geplaatst |
| Anja Crevar | 400 m wisselslag | 4.40,50 | 10     | n.v.t.         | n.v.t.         | niet geplaatst | niet geplaatst |